# René Ferrero
Pour les articles homonymes, voir Ferrero (homonymie).
Pas d'image ? Cliquez ici

a Compétitions nationales et continentales officielles uniquement.

b Matchs officiels uniquement.
René Ferrero, né le 12 octobre 1926 à Saint-Fons et mort le 11 janvier 1999 à Bron, est un joueur de rugby à XIII.
Il a notamment joué à Marseille et y remporte la Coupe de France en 1957. Fort de ses performances en club, il est sélectionné à quatre reprises en équipe de France en 1957, et dispute la Coupe du monde 1957.

## Biographie
Il est sélectionné en équipe de France pour la Coupe du monde 1957 avec son coéquipier Antranick Apellian.

## Palmarès

### Rugby à XIII
- Collectif :
  - Vainqueur de la Coupe de France : 1957 (Marseille).
  - Finaliste du Championnat de France : 1954 (Marseille).
  - Finaliste de la Coupe de France : 1955 (Marseille).